# Gymnosporia heterophylla
Gymnosporia heterophylla är en benvedsväxtart som först beskrevs av Christian Friedrich Ecklon och Zeyh., och fick sitt nu gällande namn av Ludwig Eduard Theodor Loesener. Gymnosporia heterophylla ingår i släktet Gymnosporia och familjen Celastraceae. Inga underarter finns listade.

## Bildgalleri

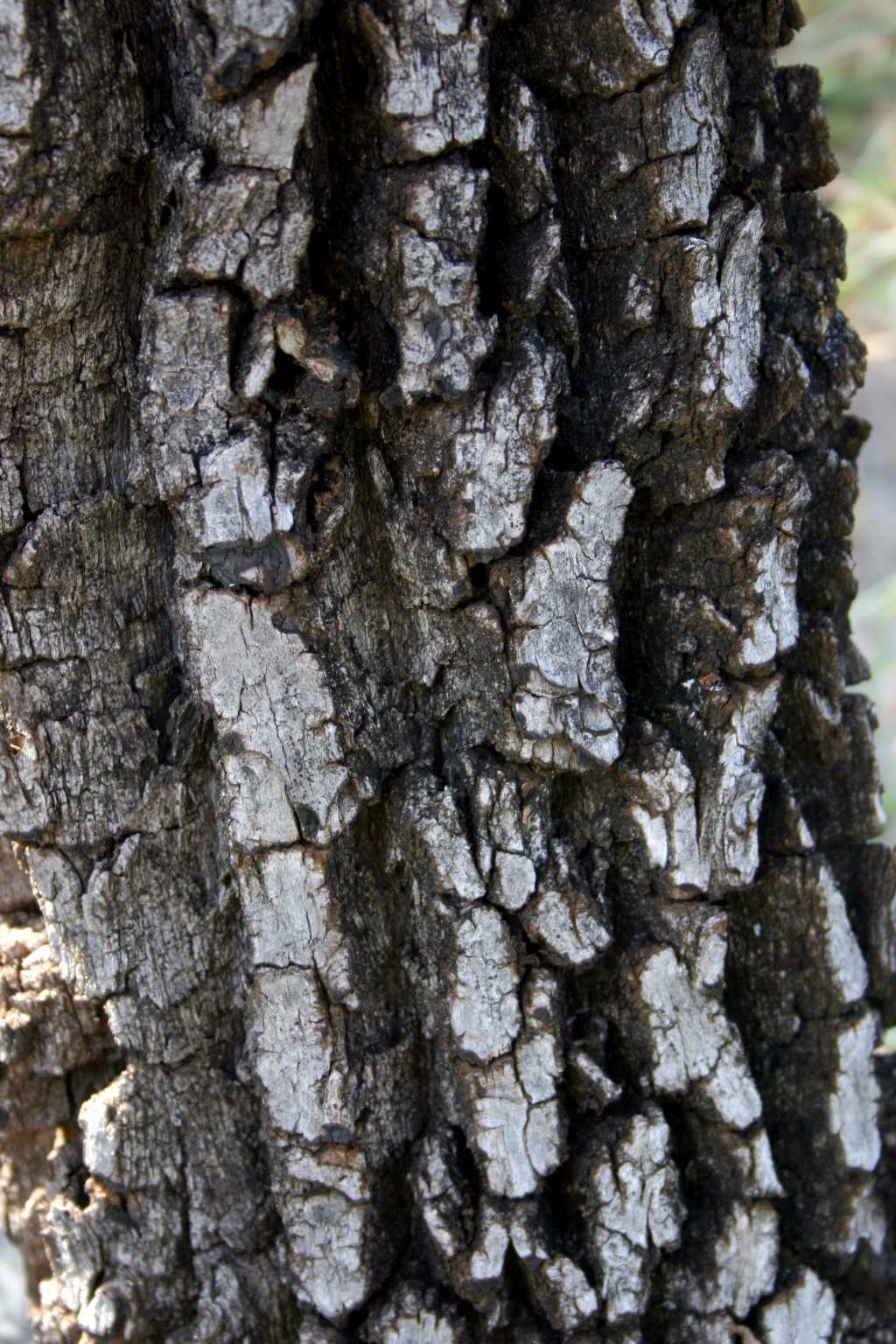
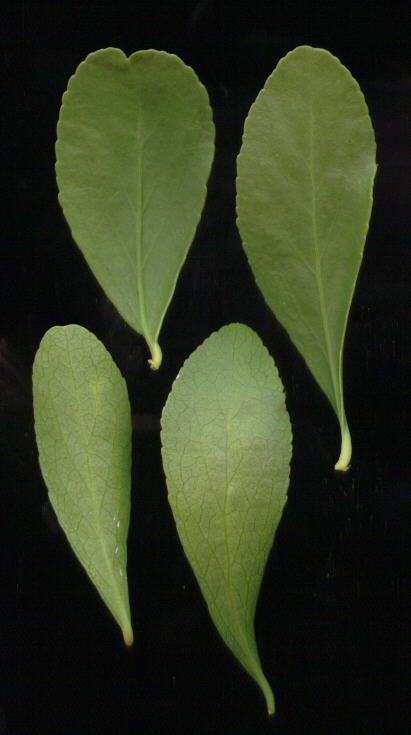